# Polyosma odorans
Polyosma odorans är en tvåhjärtbladig växtart som beskrevs av Geddes. Polyosma odorans ingår i släktet Polyosma och familjen Escalloniaceae. Inga underarter finns listade i Catalogue of Life.